# 雙環半羽花介
雙環半羽花介（学名：Hemicytherura biannularis）为尾花介科半羽花介屬下的一个种。